# Дакия
Дакия (на латински: Dacia Traiana) е антична източноевропейска монархия, заемаща обширна територия предимно в земите на днешна Румъния. Според Пойтингеровата карта Дакия има за западна граница река Тиса, на север – Карпатските планини, на юг – река Дунав и на изток – река Днестър. Столицата на даките в Сармизегетуса Регия е завладяна през 107 г. след продължителните Дакийски войни на император Траян.

## Предримски период
Даките спадат към групата на тракийските народи, които Херодот през 444 г. пр.н.е. нарича общо скити и гети. Между 326 и 293 г. пр.н.е. гетите от територията на днешна Молдавия създават собствено държавно образувание северно от Дунава. Според Страбон завоевателите гети възприели езика и културата на населението, което заварили, като върховен жрец, а после почитан и като бог бил Гебелей. Дакийските гети са земеделци и скотовъди, но разработването на златните и сребърни находища в Трансилвания води до оживена търговия със съседните народи. Даките строят свои градове – т.нар. дави.
Като князе на Дакия (Dux Daciae) властват:
- II век пр.н.е. – Орол
- 82 – 44 пр.н.е. – Буребиста
- 44 – 27 пр.н.е. – Деценей
- 27 пр.н.е. – 29 г. – Комосик
- 29 – 69 г. – Скорило
- 69 – 87 г. – Дурас
- 87 – 106 г. – Децебал

В началото на II век пр.н.е. вожд на гетите е Орол, а през 109 и 74 г. пр.н.е. гетите имат първи стълкновения с бастарните и римляните. При Буребиста, съвременник на Гай Юлий Цезар, държавата укрепва и се разширява, а армията достига до 200 хил. воини. Тази активност прави впечатление в Римската империя и Цезар подготвя експедиция, но смъртта му попречва да я осъществи. Буребиста също е убит и държавата му се разпада на няколко части под управлението на Скорило, Котис и други племенни велможи. Според документите Октавиан Август възнамерявал да се ожени за Юлия, дъщеря на Котис, а самия Котис се сгодява за 5-годишната дъщеря на Октавиан Август. На 1 март 29 г. пр.н.е. Хораций пише ода за цар Котис („occidi Daci Cotisonis agmen“). Тези данни навеждат на заключението, че дакийските княжества са контролирани с дипломатически средства от Рим. Въпреки че гетите приемат политическото върховенство на Октавиан Август, те често преминават замръзналия Дунав, за да плячкосват в Мизия.

## Римско владичество и Свободни даки
От 85 до 89 г. при управлението на Дурас-Диурпан гетите отново предприемат агресивна политика и водят две успешни войни с Рим. При Домициан римляните постигат ответен военен успех, но не успяват да завоюват Дакия и са принудени да сключат стратегически мир поради загубата в битка с маркоманите. Децебал, вожд на гетите, през 80/87 – 107 г. връща на римляните взетото в плячка оръжие и част от пленниците и получава признание на суверенитета си и ежегоден данък от Домициан. За да приключи с това позорно положение, император Траян повежда война и през 107 г. завладява държавата на гетите, а Децебал се самоубива. През 113 г. е издигнат на Траяновия форум в Рим с триумфалната Траянова колона за ознаменуване победата му над дакийските гети. Въпреки това Дакия си остава размирна погранична провинция, в която е постоянно настанен V Македонски легион.
Според някои историци гетите поддържат римляните и поражението на гетската държава отчасти се дължи и на недоволството им от гнета на Децебал. След 107 г. много от победените гетски родове се изтеглят отвъд Трансилванското плато и към северното Причерноморие. Те са запомнени като свободни даки, като в гръцките източници са наричани и гранични даки (на гръцки: Dakoi prosoroi). Съюзени с карпите, а по-късно и с готите, даките продължават нападенията над новосформираната провинция. Липсват запазени данни за крале на Свободните даки, което може да се тълкува, че те са запазили независимостта, но не и държавността си. Според Константин Иречек, който се позовава на ономастични и топонимни данни, описани по-рано от Павел Шафарик, населението на източните и северните погранични провинции на Дакия по време на римското господство се състои от славяни. Според същите източници името на победителя на даките Траян придобило такава гръмка известност между славяните, че той е причислен към славянските богове. В апокрифи като Ходене на Богородица по мъките е записано, че в числото на боговете езичниците смятат и хора като „Троян, Хърс, Велес и Перун“ и е налице забележка, че Троян бил „цар“ в Рим.
През III в. при Галиен, Дакия е изгубена за Римската империя. През 271 г. Аврелиан отстъпва напълно провинцията на варварите и остатъка от римски колонисти прехвърля от градовете и полята на Дакия в Мизия. Висшите класи между даките се преселват, а обикновения народ, който през 166-годишното владичество на римляните си е присвоил техния език, остава и векове след това продължава да води пастирски живот по карпатските височини под властта на други народи.

## В киното
„Даки“ – игрален филм драма, исторически от 1967 г. Румъния, Франция. Режисьор Сергиу Николаеско. В ролите  Пиер Брис, Мари-Жозе Нат, Жорж Маршал и Амза Пелеа
- Стопанско оборудване на даките
- Въоръжение на даките
- Женски носии от Дакия